# 끝없는 사랑 (1984년 영화)
《끝없는 사랑》(영어: Teachers)은 1984년 개봉한 미국의 풍자 블랙 코미디 드라마 영화이다.
이 영화의 주된 배경은 오하이오주 콜럼버스의 한 고등학교이다. 전 학생이 학교를 상대로 소송을 걸어 학교 평판이 실추될 위기 속에서 학교 행정부는 인기 있는 교사를 위협으로 여겨 사임하라고 압력을 가한다. 교사는 상사에게 맞서 자신을 해고하면 소송을 제기하겠다고 위협한다.

## 줄거리
오하이오주 콜럼버스의 한 고등학교를 배경으로 이야기가 전개된다. 한 졸업생이 자신이 문맹임에도 학교에서 졸업장을 줬다는 이유로 학교를 고소해 학교 행정부는 분위기가 뒤숭숭하다.
연륜 있는 사회 교사 앨릭스는 학생들과 잘 소통하지만 학교 행정부의 요구와 학생들의 반항 사이에서 지쳐가고 있다. 그는 학교 심리 상담자 임무를 임시로 맡게 되면서 학생 에디의 멘토가 된다. 또한 과거 자신의 학생이었던 변호사 리사와 연애를 시작한다. 한편 정신 병원 외래 환자인 허버트는 임시 교사로 오인을 받아 교육적인 역사 수업을 재미있게 진행한다. 수업 시간에 학생들을 직접 가르치지 않고 연습 문제 유인물만 나눠주던 영어 교사 스타일스는 수업 중에 잠을 자다가 죽고, 체육 교사인 트로이는 학생과 성적인 관계를 맺는다. 에디의 친구 대니는 정신 분열증과 도벽 증세를 가지고 있으며, 마약 수색 중 총을 꺼내다 경찰에 사살된다.
학교 교육감과 변호사는 소송과 관련된 나쁜 평판을 피하기 위해 곧 있을 증언 조서에서 학교의 평판을 손상시킬 발언을 할 가능성이 있는 교사들을 찾아내려고 한다. 학군에서 소송을 합의로 해결하면서 증언은 없던 일이 되지만 학교 행정부는 앨릭스가 학교에 또 새로운 논란이 발생할 시 자신들에게 반기를 들 것이라고 생각해 그를 강제로 학교에서 내보내려 한다. 앨릭스는 사직할 수밖에 없다고 리사에게 말하지만 그녀는 그가 학교에 남으려고 하면 오히려 학교가 더 큰 문제에 직면할 것이라고 설득한다.
결국 앨릭스는 학교 전체 앞에서 학교는 학생들을 위한 곳이지 행정관들을 위한 곳이 아님을 상기시키며 해고되면 소송을 하겠다고 맞선다. 그의 용기 있는 행동에 학생들은 환호하고, 그는 자랑스럽게 학교로 돌아간다.

## 출연진
- 닉 놀티 - 앨릭스 주렐 역
- 조베스 윌리엄스 - 리사 해먼드 역
- 저드 허시 - 로저 러벨 교감 역
- 랠프 마치오 - 에디 필리키언 역
- 앨런 가필드 - 칼 로젠버그 역
- 리 그랜트 - 도나 버크 박사 역
- 리처드 멀리건 - 허버트 가워 역
- 로열 데이노 - 케네스 스타일스 “디토” 역
- 윌리엄 섈러트 - 혼 교장 역
- 아트 머트라노 - 트로이 역
- 로라 던 - 다이앤 워런 역
- 크리스핀 글러버 - 대니 리스 역
- 모건 프리먼 - 앨런 “앨” 루이스 역
- 매들린 셔우드 - 그레이스 웬슬 역
- 스티븐 힐 - 슬론 역
- 조라 램퍼트 - 필리키언 부인 역
- 메리 앨리스 - 린다 갠즈 역
- 로널드 헌터 - 필리키언 씨 역
- 버지니아 케이퍼스 - 집주인 역
- 비비언 보넬 - 간호사 역
- 앤서니 힐드 - 마약 전담 수사관 역
- 조지 전자 - 응급 구조사 역 (크레디트 미기재)

## 기타 제작진
- 협력 제작: 아트 레빈슨
- 배역: 다이앤 크리턴든
- 미술: 리처드 맥도널드
- 의상: 루스 마이어스